# Rompeprop
A Rompeprop nevű holland grindcore/pornogrind együttes 1999-ben alakult meg Eindhovenben. Tagok: Steven Stegma, Dirty Dr. Dente, Jores du True és BoneBag Rob. Volt tagok: Micheil the Menstrual Mummy. Pályafutásuk alatt két nagylemezt és öt split lemezt dobtak piacra.

## Diszkográfia
- Menstrual Stomphulk (bemutatkozó EP, 2002)
- Hellcock's Pornflakes (stúdióalbum, 2003)
- Just a Matter of Splatter (split lemez a Tu Carne-val, 2004)
- Masters of Gore (split lemez a Gut-tal, 2006)
- Gargle Cummics (stúdióalbum, 2010)
- To Serve - to Protect... - To Kill - To Dissect / Great Grinds Drink Alike (split lemez a Haemorrhage-dzsel, 2016)
- Rompepig (split lemez a Guineapiggel, 2017)